# Mugilogobius platynotus
Mugilogobius platynotus är en fiskart som först beskrevs av Günther, 1861.  Mugilogobius platynotus ingår i släktet Mugilogobius och familjen smörbultsfiskar. Inga underarter finns listade i Catalogue of Life.